# Isabela ze Sabranu
Isabela ze Sabranu (katalánsky Isabel de Sabra, 1297 – 7. května 1315) byla vnučka achajského knížete Viléma z Villehardouinu a jeho potenciální dědička. Podle kronikáře Ramona Muntanera byla nesmírně půvabná.
Narodila se jako jediná dcera Isnarda ze Sabranu a Markéty z Villehardouinu. V únoru 1314 se v Messině provdala za Ferdinanda, mladšího syna mallorského krále Jakuba II. O rok později porodila jediného syna Jakuba a krátce poté zemřela. Ferdinand zemřel roku 1316 při pokusu bránit Jakubova práva na achajské knížectví. Osiřelý chlapec byl svěřen do péče babičky Esclarmondy a roku 1324 po smrti strýce nastoupil na mallorský trůn.